# Bèlcastèl e Buc
Bèlcastèl e Buc (en francès Belcastel-et-Buc)és un municipi francès, situat al departament de l'Aude i a la regió d'Occitània.